# Marcus Maenius Agrippa Lucius Tusidius Campester
Marcus Maenius Agrippa Lucius Tusidius Campester (vollständige Namensform Marcus Maenius Gai filius Cornelia Agrippa Lucius Tusidius Campester) war ein im 2. Jahrhundert n. Chr. lebender Angehöriger des römischen Ritterstandes (Eques). Durch eine Inschrift, die auf 138/161 datiert wird, sind einzelne Stationen seiner Laufbahn bekannt. In den Weihinschriften wird sein Name als Marcus Maenius Agrippa angegeben.
Die militärische Laufbahn des Agrippa bestand aus den für einen Angehörigen des Ritterstandes üblichen Tres militiae. Zunächst übernahm er als Präfekt die Leitung der Cohors II Flavia Brittonum equitata, die in der Provinz Moesia inferior stationiert war. Danach wurde er von Hadrian (117–138) ausgewählt, um als Tribun der Cohors I Hispanorum equitata an der Niederschlagung eines Aufstands in der Provinz Britannia teilzunehmen (misso in expeditionem Brittannicam). Er ist als Tribun auch durch vier Weihinschriften auf Altären, die beim Kastell Alauna gefunden wurden und die auf 123/137 datiert werden, belegt. Als dritte Stufe folgte das Kommando als Präfekt der Ala I Gallorum et Pannoniorum catafractata, die in Moesia inferior stationiert war.
Nach Beendigung seiner militärischen Karriere übernahm Agrippa Positionen in der Verwaltung. Er war zunächst Procurator Augusti und Präfekt der in Britannien stationierten römischen Flotte (Classis Britannica); dieser Posten war mit einem Jahreseinkommen von 100.000 Sesterzen verbunden. Danach war er als Procurator in derselben Provinz für die Finanzverwaltung verantwortlich; dieser Posten war mit einem Jahreseinkommen von 200.000 Sesterzen verbunden.
Agrippa war in der Tribus Cornelia eingeschrieben. Die Inschrift wurde in Camerinum, dem heutigen Camerino gefunden, wo er Patron war. Durch die Inschrift ist belegt, dass er sowohl in der Gunst von Hadrian (hospiti divi Hadriani und electo a divo Hadriano) als auch von Antoninus Pius (138–161) stand; es gelang ihm, dass Camerinum von letzterem Privilegien erhielt. Sein Sohn stieg in den Senatorenstand auf, denn in der Inschrift ist festgehalten, dass Agrippa der Vater eines Senators war (patri senatoris). Wahrscheinlich war Lucius Tusidius Campester sein (möglicherweise adoptierter) Sohn.